# David Bauer
David William Bauer, známý jako páter Bauer (2. listopadu 1924 Kitchener — 9. listopadu 1988 Goderich) byl kanadský hokejista a hokejový trenér, občanským povoláním římskokatolický kněz.

## Začátky
Pocházel z hokejové rodiny, starší bratr Bobby Bauer hrál National Hockey League za Boston Bruins. Klub měl zájem také o Davida, ale ten dal před profesionální kariérou přednost studiu na katolické St. Michael's College School v Torontu. Hrál na postu útočníka za juniorské týmy Toronto St. Michael's Majors a Oshawa Generals, se kterým vyhrál roku 1944 Memorial Cup. Na konci druhé světové války sloužil v armádě, roku 1953 byl vysvěcen na kněze v Kongregaci svatého Basila. Působil na St. Michael's College School jako učitel a trenér školního hokejového týmu, který v roce 1961 dovedl k zisku Memorial Cupu.

## Působení u reprezentace
V roce 1962 odešel učit na Univerzitu Britské Kolumbie. Ve stejném roce kanadská hokejová reprezentace neuspěla na mistrovství světa v ledním hokeji 1962, když v utkání o titul prohrála se Švédskem. Bauer vystoupil s prohlášením, že evropské týmy se rychle zlepšují a už je neudržitelná dosavadní praxe, kdy Kanadu na vrcholných mezinárodních akcích reprezentuje klub, který vyhrál Allanův pohár. Kanadská amatérská hokejová asociace Bauerovy argumenty přijala a pověřila ho sestavením stálého reprezentačního týmu vybraného z nejlepších amatérských (převážně univerzitních) hokejistů celé Kanady. S mužstvem, jehož základ tvořili jeho svěřenci z Univerzity Britské Kolumbie, se Bauer poprvé představil na olympiádě 1964 v Innsbrucku. Jako manažer vedl spolu s trenérem Jackie McLeodem Kanaďany na mistrovství světa v ledním hokeji 1965, mistrovství světa v ledním hokeji 1966, mistrovství světa v ledním hokeji 1967 a mistrovství světa v ledním hokeji 1969 a olympiádě 1968, nejlepším umístěním byl zisk bronzových medailí v letech 1966, 1967 a 1968. Také se svým týmem vyhrál Turnaj ke 100 letům Kanady 1967. Řada Bauerových odchovanců se později prosadila v NHL, jako Fran Huck, Seth Martin nebo Marshall Johnston. V sedmdesátých letech působil Bauer jako trenér v Japonsku a Rakousku, byl také vedoucím kanadského týmu na olympiádě 1980.
V lednu 1964, když hrál kanadský národní tým přátelské zápasy v Pardubicích, sloužil David Bauer dvakrát mši v místním kostele sv. Bartoloměje.

## Ocenění
V roce 1967 obdržel David Bauer za své zásluhy o kanadský hokej Řád Kanady. V roce 1989 byl zvolen do kanadské Hokejové síně slávy a v roce 1997 do mezinárodní Síně slávy IIHF. Je po něm pojmenovaná Father David Bauer Olympic Arena v Calgary, kde se hrály některé zápasy olympijského turnaje 1988.